# AirX Charter
La compagnie aérienne des courtiers en affrètements (The Brokers' Airline)
AirX Charter est une compagnie aérienne charter privée basée à Malte qui opère en Europe et aux Etats-Unis.
Elle détient un certificat d’exploitant aérien européen (AOC) à Malte  et en Allemagne , et exploite une flotte de 18 avions.
AirX travaille en partenariat avec un opérateur local aux États-Unis, qui gère deux Citation X.
Le siège social de la compagnie est situé à Malte et possède des bureaux à Londres, en Allemagne et aux États-Unis.
AirX Jet Support est basé à l'aéroport de Luton mais également à Stansted et possède un certificat de maintenance Part-145  délivré par l'EASA (Agence européenne de la sécurité aérienne) et assure la maintenance de la flotte AirX et des aéronefs tiers. Elle possède également des hangars de maintenance à Ford-Lauderdale en Floride (USA) et sur l'aéroport international de Malte.
AirX a conclu un certain nombre de contrats Wet Lease ou ACMI pour un certain nombre de clients de leur flotte de Boeing 737, ainsi que des contrats à long terme conclus avec le gouvernement pour leur flotte d’avions d’affaires,.
Son cœur de métier est le transport à la demande des familles royales, des chefs d’État, des tournées de films et de musique, des équipes sportives comme le PSG en France qui utilise généralement le Boeing 737 immatriculé 9H-AHA au départ de l'aéroport de Paris-Le Bourget, des particuliers fortunés, des dirigeants d’entreprise et leurs employés et des célébrités.

## Historique
AirX Charter a été créée en 2011 lorsque John Matthews a acheté les actifs d'une compagnie aérienne autrichienne AirX.
En 2013, le siège a été transféré à Malte et la flotte a été étendue pour répondre aux besoins des clients cadres.
Le premier Bombardier Challenger 850 arrive en 2012, suivi des Cessna Citation X en 2013, des Boeing 737 Classics en 2015 et de l'Airbus A340-300 entrant dans la flotte en 2017.
En octobre 2020, la flotte comptait 18 appareils répartis sur 6 types d’appareils.

## Flotte

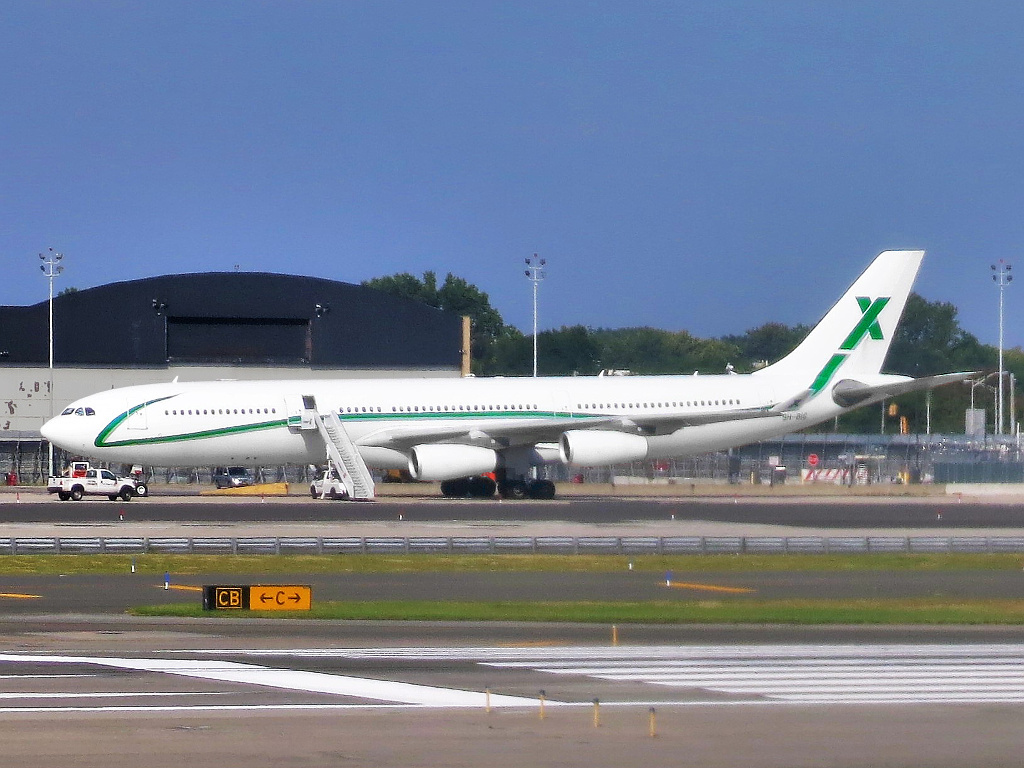
AirX Charter Airbus A340-300

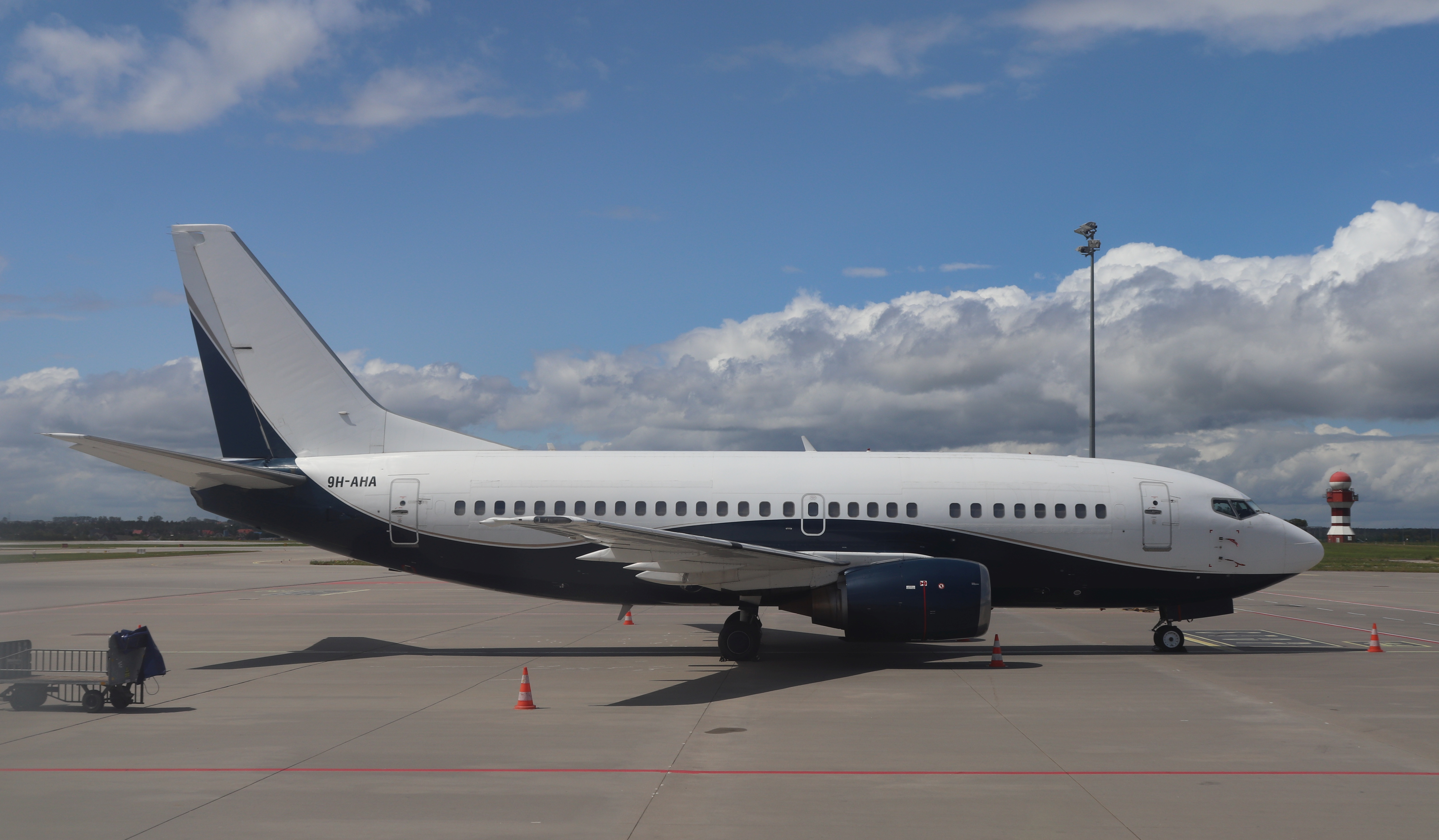
Boeing 737-500 9H-AHA utilisé par l'équipe de football française Paris St-Germain (PSG)

AirX exploite les avions suivants,: 
- 1 x Airbus A340
- 3 x Embraer Lineage 1000
- 7 x Bombardier Challenger 850
- 2 x Embraer Legacy 600
- 1 x Embraer Legacy 650E